# Сан Кристобал (остров)
Сан Кристобал или Макира (на английски: San Cristobal, Makira) е остров в Тихия океан, най-южният и 3-ти по големина от 6-те големи острова на архипелага и от островната държава Соломонови острови. Дължината му от северозапад на югоизток е 125 km, ширината до 40 km, а площта – 3191 km².

## Географска характеристика
Остров Сан Кристобал е разположен в крайната югоизточна част на архипелага, като отстои на 53 km южно от остров Малаита и на 63 km югоизточно от остров Гуадалканал. На 180 km на югозапад е разположен остров Ренел. На север от него са малките острови Уги, Пой и Малаупаина, а на югоизток – островчетата Гупуна и Рагапу. Релефът му е предимно планински с максимална височина 1249 m. Често явление са земетресенията и тропическите циклони. Климатът е тропичен, влажен. Покрит е с влажни, вечнозелени гори. През 2020 г. населението на острова е наброявало 55 126 души, което основно се занимава с тропическо земеделие (кокосови палми, какао, банани), дърводобив и риболов. Главно селище е град Киракира.

## Историческа справка
Остров Сан Кристобал е открит през месец май 1568 г. от испанския мореплавател Алваро де Менданя де Нейра.